# بیت مؤید (دهستان)
 بیت مؤید  به عربی ( بیت المُؤیَد )، دهستانی است در عزلهٔ (خارف)، وأعمال خَمردر ناحیهٔ (الشهارة)، از توابع استان صَعده در کشور یمن در شبه جزیره عربستان.

## جمعیت
جمعیت این دهستان در حدود (۱۹ خانوار) و (۱۱۰۴) نفر می‌باشد. 

## منبع
- المقحفی، ابراهیم، احمد ، (مُعجَم المُدُن وَالقَبائِل الیَمَنِیَة) ، منشورات دار الحکمة، صنعاء، چاپ پنجم، وانتشار سال ۱۹۸۵ میلادی به (عربی).